# Greu e dorul badiului
Greu îi dorul badiului este un cântec popular ardelenesc interpretat de Lucreția Ciobanu.